# Reichskolonialbund
El Reichskolonialbund (RKB) o Liga Colonial del Reich fue un organismo colectivo que absorbió a todas las organizaciones colonialistas alemanas durante el Tercer Reich, promoviendo la "recuperación" del viejo imperio colonial germano. Fue dirigido por Franz Ritter von Epp.
El Reichskolonialbund estuvo activo entre 1936 y 1943.

## Historia

### Antecedentes

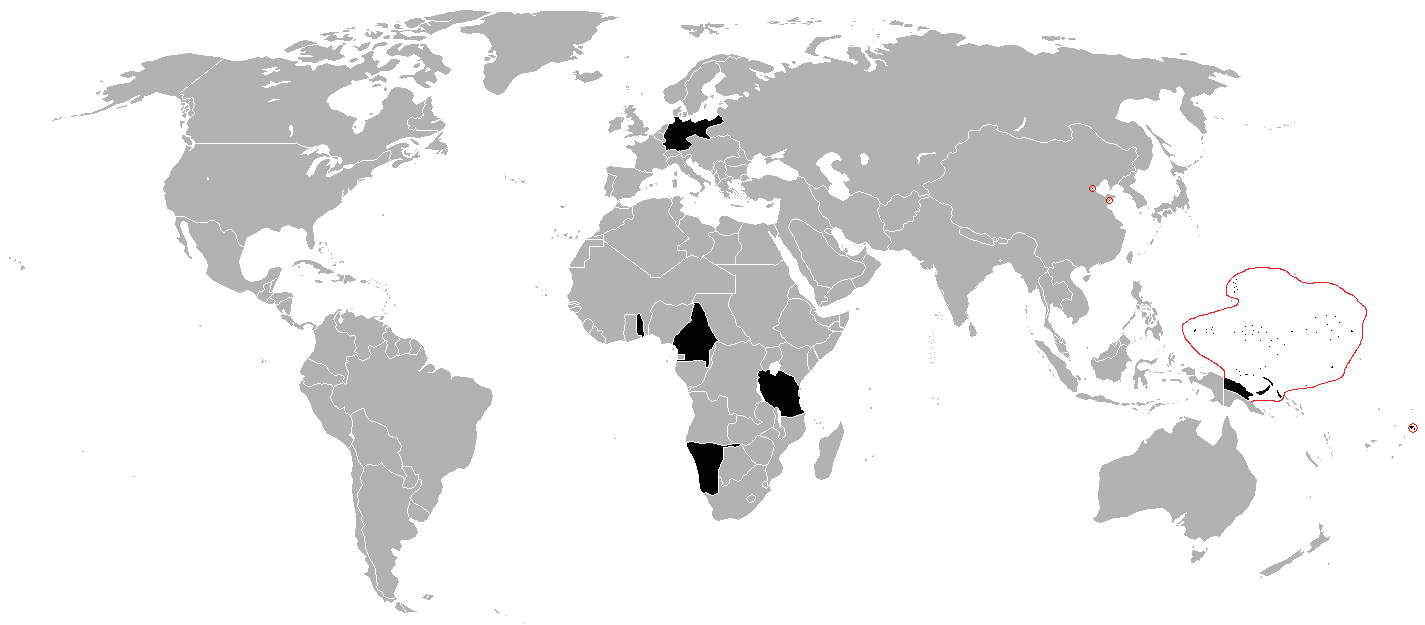
El Imperio colonial alemán alrededor de 1914. Alemania había perdido todas sus colonias de ultramar cuando el Reichskolonialbund llegó a existir.

El propósito del Reichskolonialbund era recuperar las colonias de ultramar que Alemania había perdido como resultado del Tratado de Versalles al final de la Primera Guerra Mundial, estimando que una de las más duras consecuencias de la derrota -para el orgullo nacional- era la entrega de todo el Imperio colonial alemán a las potencias vencedoras, que lo repartieron entre ellas. Los primeros esfuerzos para reunir apoyo para el restablecimiento de un imperio colonial germano se remontan a 1923 y como resultado se establecieron varias organizaciones procoloniales, apoyadas por alemanes y nacionalistas conservadores en diferentes partes de Alemania. 
Fundada en 1925, el equipo más importante fue el Reichsarbeitsgemeinschaft Koloniale (KORAG). Esta organización, junto con otros grupos, condujo a la fundación del Reichskolonialbund preliminar en 1933. El establecimiento se realizó en dos pasos, el segundo fue su incorporación (Gliederung) a la estructura del Partido Nazi; como resultado, muchas referencias dan dos años diferentes para la fundación del Reichskolonialbund nazi, 1933 y 1936.

### Establecimiento
El Reichskolonialbund (RKB) fue establecido el 13 de junio de 1936 por el exgobernador del África Oriental Alemana, Heinrich Schnee, pero si las organizaciones que se unieron lo hicieron libremente o se vieron obligados a hacerlo en nombre del Gleichschaltung, es un tema de conjetura. Dirigido por Franz Ritter von Epp, el supuesto propósito de la organización era "mantener a la población informada sobre la pérdida de las colonias imperiales alemanas, mantener el contacto con los antiguos territorios coloniales y crear condiciones de opinión favorables para un nuevo Imperio africano-alemán". La fundación del RKB se vio empañada por dificultades, ya que solo dos meses después de su establecimiento, Rudolf Hess decretó su disolución. Sin embargo, después de largas discusiones, el decreto fue revocado en noviembre del mismo año.
Como parte del triunfalismo nazi para el Tercer Reich, el Reichskolonialbund estaba destinado a asumir el papel de la disuelta Sociedad Colonial Alemana, (Deutsche Kolonialgesellschaft) (DKG). Como Alemania -en los hechos- no tenía ya colonias y éstas se hallaban bajo control de Francia o Gran Bretaña, el Reichskolonialbund se dedicaba principalmente a una agitación política principalmente virulenta para una "toma de conciencia" entre las masas germanas sobre la "necesidad" de recuperar el antiguo imperio colonial.
La agitación se llevó a cabo en gran parte en Alemania a través de periódicos, revistas, conferencias y "exposiciones coloniales". El objetivo era mantener abierta la llamada "Cuestión Colonial" (Kolonialfrage) entre las masas alemanas y reunir fondos para la organización. Las publicaciones semanales más importantes del Reichskolonialbund entre 1937 y 1943 fueron Kolonie und Heimat y Deutsche Kolonialzeitung, la antigua portavoz de la Compañía Colonial Alemana. El RKB también imprimió coloridos carteles con motivos tropicales para el avance de su causa, interpelando a las masas sobre la necesidad nacional de poseer colonias.
El Reichskolonialbund tenía su propia organización juvenil, la "Juventud Colonial", que se incorporó como un ala de las Juventudes Hitlerianas. Sus miembros llevaban el uniforme regular de las Juventudes con símbolos e insignias del Reichskolonialbund. Los jóvenes organizaron regularmente mítines y recolectaron dinero para la causa colonial durante los eventos organizados por el Reichskolonialbund. Los miembros adultos del Reichskolonialbund también llevaban uniforme durante los desfiles y mítines, y el diseño de tales prendas fue inspirado por los uniformes de las Schutztruppe de la era imperial alemana.
El Reichskolonialbund celebró dos asambleas generales de sus miembros, la primera en Bremen en mayo de 1938 y la segunda en Viena en mayo de 1939, .

### Ocaso y final
Aunque el triunfo germano de 1940 sobre potencias coloniales como Francia y Bélgica motivó cierto entusiasmo colonialista, el declive del Reichskolonialbund comenzó al avanzar la Segunda Guerra Mundial, cuando la Alemania nazi se centró en la búsqueda de un "espacio vital" para la expansión imperialista alemana en el este de Europa, empezando con invadir la URSS en junio de 1941: Este plan parecía además a Hitler mucho más factible en lo bélico y económico antes que "recuperar" lejanas colonias en ultramar. Las derrotas militares germanas en el norte de África (sobre todo tras la Segunda Batalla de El Alamein a fines de 1942) anularon además toda proyección realista de expansión colonial del Tercer Reich en tanto la base territorial del Mittelafrika desaparecía en los hechos.
Finalmente, después que británicos y estadounidenses ocupasen toda la Tripolitania italiana en enero de 1943, el Reichsleiter Martin Bormann presionó para que el Reichskolonialbund se disolviera por "kriegsunwichtiger Tätigkeit" ("actividad irrelevante para la guerra"). Por lo tanto, el Reichskolonialbund fue prontamente extinguido por un decreto de Hitler en febrero de 1943.
La disolución de la organización y sus activos fue dura y sin ceremonias, casi igualando una incautación (Beschlagnahmung). La mayoría de los archivos del Reichskolonialbund se encuentran en los archivos de Coblenza, donde hay 5.140 documentos del período de 1925 a 1943.